# 오노다니촌
오노다니촌(相野谷村)은 일본 미에현 미나미무로군에 설치되었던 촌이다. 현재의 기호정의 북부에 해당한다.